# Елма (предприятие)
„Елма“ АД (до 1989 година – „Елпром“ – Троян) е бивш български завод специализиран в производството на електродвигатели. Предприятието е известно главно с производството на асинхронни двигатели. Заводът е определян като най-големия завод за електромотори в България и на балканите.
През 2012 г. Елма-АД е обявена в несъстоятелност, а през 2016 г. активите на завода стават собственост на фамилията Мондешки. Новият собственик на завода връща старото наименование на завода, с който е известен до 1989 г., а това е Електромоторен завод „Елпром Троян“.
Елпром Троян води началато си от далечната 1943 г., но с оглед специфичните политико-икономически отношения в България до 1989 г. е било прието, че е основан през 1945 г. с оглед политиката на БКП (1944 – 1990), като летоброенето пропуска цели две години, които са началото и поставят основите на електротехническтата промишленост (абр. ЕЛПРОМ) в Троян, от където идва и наименвоанието на завода ЕЛПРОМ Троян.
През 2020 година Върховния Административен Съд (ВАС) взе своето окончателно Решение, че ЕЛПРОМ не е търговска марка, а нарицателно, съвкупонст от Електротехническа Промишленост, като част от Електронна промишленост в България, каквото значение е имало ваниги наименованието ЕЛПРОМ. Вж. съдебните актове: РЕШЕНИЕ 4662/21.04.2020 г. по адм.дело 8281/2019 г. на ВАС, с което се потвърждава РЕШЕНИЕ № 3382 от 20 май 2019 г. по адм. дело № 12608/2018 г. по описа на Административен съд – София – град, с което се потвърждава Решение № 157 от 27 юли 2018 г. на председателя на Патентното ведомство. Тази юриспруденция е от изключителна важност, тъй като по този начин се запазва характеристиката на отрасъла – електротехническа промишленост и словния елемент за нея „ЕЛПРОМ“ остава свободен за употерба. От друга страна ЕЛПРОМ Троян, предишното наименование на ЕЛМА (до 1989 г.) е един от символите на елктротехническата промишленост в страната и Европа.

## История
Основан е през 1943 г. в град Троян, в годините след 1947 г. е част от ДСО „Елпром“. и опериращо чрез „Електроимпекс“. „Елпром Боркен“ е търговското представителство в Германия, такива се откриват и в Италия, Русия, Малта и др.
През 1943 г. в малката електроремонтна работилница на Марин Стаевски се изработва силов трансформатор, който работи безупречно пет години. Това поражда идеята за електропромишленост в Троян.
През септември 1945 г. по инициатива на Марин Стаевски на базата на малката електроремонтна работилница, се основава електротехническа кооперация на „Елпром“ (ЕЛКООП). Нейните основатели са четирима: Марин Стаевски, Цочо Цоневски, Цонко Якимов и Павел Йовевски. На 1 септември 1945 е регистрирана кооперацията „ЕЛКООП“-Троян.
През 1949 г. електротехническата кооперация става държавно предприятие от системата на електропромишлеността – учредява се фабрика „Елпром“ – Троян, чийто пръв директор е Марин Стаевски. На 2 март 1949 се извършва национализация на кооперацията „ЕЛКООП“-Троян. Електромоторната фабрика след това се настанява в нова сграда.
С обособяването на ДСО „Елпром“ – София, което става пряка висшестояща организация, се създават условия за по-нататъшното развитие на завода.
През 1956 г. на предприятието се възлага за първи път държавна поръчка за износ на електродвигатели в Чехословакия.
През 1961 г. от технологичния отдел се оформя самостоятелен инструментален отдел с ръководител Пейо Радков. Същата година се създава и металургичен отдел под ръководството на инж. Цочо Цветков.
През 1962 г. се организира отдел за нестандартни съоръжения, който разработва редица специфични за производството на завода машини и транспортни средства.
През 1963 г. влизат в действие първите агрегатни машини за лагерен щит, автоматичните преси „Шулер“ в пресовия цех и пневматичната серия за безкасово формене в леярния цех.
В периода 1960 – 1965 г. настъпва нов етап в развитието на „Елпром“ (Троян), като заводът увеличава своята производствена програма два и половина пъти.
През 1966 – 67 г. завода се разширява до близо 60 000кв.м производствени помещения на централната площадка. В него се настаняват механичен, пресов, бобинажен, монтажен, бояджийски и опаковъчен цех. Годишният капацитет за завода става 600 000 електромотора.
През 1968 г. в „Елпром“ (Троян) е създаден отдел НОТ (Научна организация на труда) с ръководител Дочо Шейтанов. В него работят още Иванка Митева, Стефан Попов, Гергина Дацова и Цочо Цоневски. Една година по-късно отделът има нов ръководител – Марин Ковачев.
През 1970 г. от този отдел се оформят два нови: „Организация и системи на управление“ (АСУ) и „Комплексна автоматизация за производство и управление (АПУ).
От 1970 г. за началник е назначен Димитър Генешки. Отделът си сътрудничи с „Грюн Хайн“ – електромоторен завод в тогавашната Германската демократична република (ГДР).
През 1977 г. е сключен договор между НПО „Автоматизация“ и ДСО „Елпром“ за разработка и внедряване задачите на АСУ на базата на закупения от френска фирма лиценз на метода „Пропие“.
Електромоторният завод „Елпром“ – Троян, се специализира като едно голямо предприятие за производство на асинхронни електродвигатели с габарити 0, I, II, III с мощност до 4 кВт и за производство на електрически машини като електрошмиргели, вентилатори, помпи и др.
През 1981 г. в АСУ е поставена многопултова система за подготовка на данни за магнитни ленти МСПДМЛ/Е/ 9003. След подготовката на специално помещение се утвърждава щат за оператори, които минават курс на обучение. Системата е приета на 17 юни 1981 г. Това е дата на която се появява първата електронна машина – както в завода, така и в града. На 1 март 1984 г. е доставена втората миникомпютърна изчислителна система, а през 1988 г. стават три.
„Елпром Троян“ се профилира в производството на асинхронни електромотори и работни машини към тях. Разработват се и някои модификации като двускоростни мотори, еднофазни мотори с пусков кондензатор и други двигатели със специални цели. Номенклатурата на завода става голяма, което налага отделянето на микроколекторните електромотори и електромашини в отделно предприятие.
В резултат на това се създава ново предприятие „Елпром“ (Ловеч). По същия начин „Елпром“ (Троян) поставя началото на още две промишлени предприятия, които впоследствие се развиват и укрепват – „Елпром“ (Тетевен) и „Елпром“ (Етрополе).
На 2 октомври 1987 г. профсъюзни активисти от електромоторен завод „Елпром“ (Троян) поставят в запечатана капсула послание до идните поколения: „Обичайте завода и колектива си, борете се за по-големи постижения от нашите, за да пребъде напред във времето името на завода, за да има диря за вашите последователи!“.
През 1989 г. с Решение № 50 от 30 март 1989 г. на Министерски съвет на НРБ, съгласно Указ 56 за Стопанската дейност всички активи и пасиви на „Елпром Троян“ следва да се прехвърлят, в новоучредена държавна фирма „ЕЛМА“, която е правоприемник на „Елпром Троян“.
През 1989 г. Елпром Троян, с Технологичен институт за асинхронни електродвигатели и регулируеми електрозадвижвания – Троян, бива преобразуван и преструктуриран в Държавна Фирма ДФ „ЕЛМА Троян“ ЕАД с Решение № 25 от 12 април 1989 г. на Окръжен съд Ловеч и на основание Указ № 56 за Стопанската дейност Елма-АД вече е правен субект и правоприемник на Елпром Троян.
През 1996 г. Елма-АД е включена в списъка за масова приватизация, след което основният дял в него е изкупен от фонда за масова приватизация на Николай Банев АКБ Форес. На общо събрание на Елма-АД, проведено на 23 април 1997 г. в гр. София, ПФ АКБ поема управлението, като след безуспешно обжалване от ПФ „Св. Никола“ на Борис Бояджиев, на 1 май 1997 г. ръководството на Елма-АД се поема от екипа на ПФ АКБ.
През периода 2008 – 2011 г. Елма-АД става жертва на вандализма на основния държател на собствеността Николай Банев, който в този период започва бракуването и рязането на активи на Елма-АД, на машини, съоръжения, сгради и разпродажба на активи. Работниците не получават възнагражденията си и излизат на национален протести и стачки срещу Николай Банев.
През 2012 г. Елма-АД е обявена в несъстоятелност с Решение № 30 от 25 юли 2012 г. по т.дело № 2/2012 г. на Ловешкия окръжен съд. Молбата за несъстоятелност е подадена на 08.12.2011 г. от Елком-ООД, Италия представлявана от г-н Владиков, като това вземане се продава през 19.05.2017 г. на фирма „Глобекс“ ЕООД, представлявана от Борис Бояджиев (който е свързван с конкурентен бизнес на Елма „Елпром Харнали“ и неуспешния опит за приватизация от 1996/97 г.чрез фонда за масова приватизация „Св.Никола“ на който той е изп. директор).
През 2016 г. основната част от активите на „Елма“ са продадени на фирма на фамилията Мондешки, която възстановява производството под старото име на завода Електромоторен завод „Елпром Троян“.

## Печатни издания на „Елпром Троян“ и „Елма“
- Вестниците „Елпромска Искра“ и „Електромотор“ са две издания на завода в периода 1961 – 1974 година, а копия от тях се съхраняват дигитализирани във фонда на Националната библиотека София.[25]
- Каталог на Министерство на машиностроенето и електрониката и ДСО „ЕЛПРОМ“ представящ произвежданите електромотори на електромоторен завод „Елпром Троян“.[10]
- Каталог на Елпром Троян, издаден 1985 г., четириезичен Български, Руски, Немски и Английски, 46 сраници, тираж 6000 бр., Издателство ДП „Офсетграфик“, София.[26]
- Каталог на Елпром Троян, издаден 1985 г., двуезичен Българо-Немски, 15 страници, Издателство ДП „Офсетграфик“, София.[27]
- Юбилейно издание на ЕЛМА-АД по повод 50 години от създаването на завода.[28]
- Юбилейно издание на ЕЛМА-АД по повод 55 години от създаването на завода.[29]

## Отличия и награди
- Златни медали от Търговската палата в Пловдив през 1955 г., 1956 г. и 1960 г.[1][30][31]
- Орден „Червено знаме на труда“ по повод 25 години от създаването на завода.[32]
- Златни медали от Международен мострен панаир в Пловдив през 1964 г. и 1966 г.[1][30]
- Златни медали от Международен технически панаир в Пловдив през 1970 г., 1978 г., 1988 г., 1993 г. и 2000 г.[1][30]
- Орден „Народна Република България“ II степен, през 1986 г.[32]
- Международна награда „Златен Меркурий“ през 1981 г. за развитие на производството и международно сътрудничество.[1][2]
- Сребърен медал от Международен мострен панаир в Пловдив 1960 г.[30][33]
- Сребърен медал от Международен мострен панаир в Пловдив 1964 г.[32]
- Медал на Станкостроителен завод Москва[1]